# Бретахгау
Бретахгау (на немски: Brettachgau) е средновековно франксо гауграфство на река Бретах в Баден-Вюртемберг.
Селищата в гауто са: Баумерленбах (днес към Йоринген), Бойтинген (днес към Лангенбретах), Хелмбунд (в днешната територия на Нойенщат ам Кохер), Мьоглинген и Вехлинген (днес Орнберг в Йоринген). В Бретахгау живее една графска фамилия.

## Графове в Бретахгау
- Херман, граф в Бретахгау, женен вер. за Аделхайд от Мец († 1039/1046)
- Гебхард III († 1060), вер. техен син, епископ на Регенсбург (1036 – 1060)